# Schafpreskeln
Schafpreskeln bildet zusammen mit Weißig und Gorlitzsch den 4,59 km² großen Ortsteil Weißig der Stadt Gera in Thüringen mit insgesamt 201 Einwohnern (Stand 31. Dezember 2011).

## Geographie
Schafpreskeln liegt im Süden der Stadt Gera an der Grenze zu Zedlitz (Landkreis Greiz).

## Geschichte

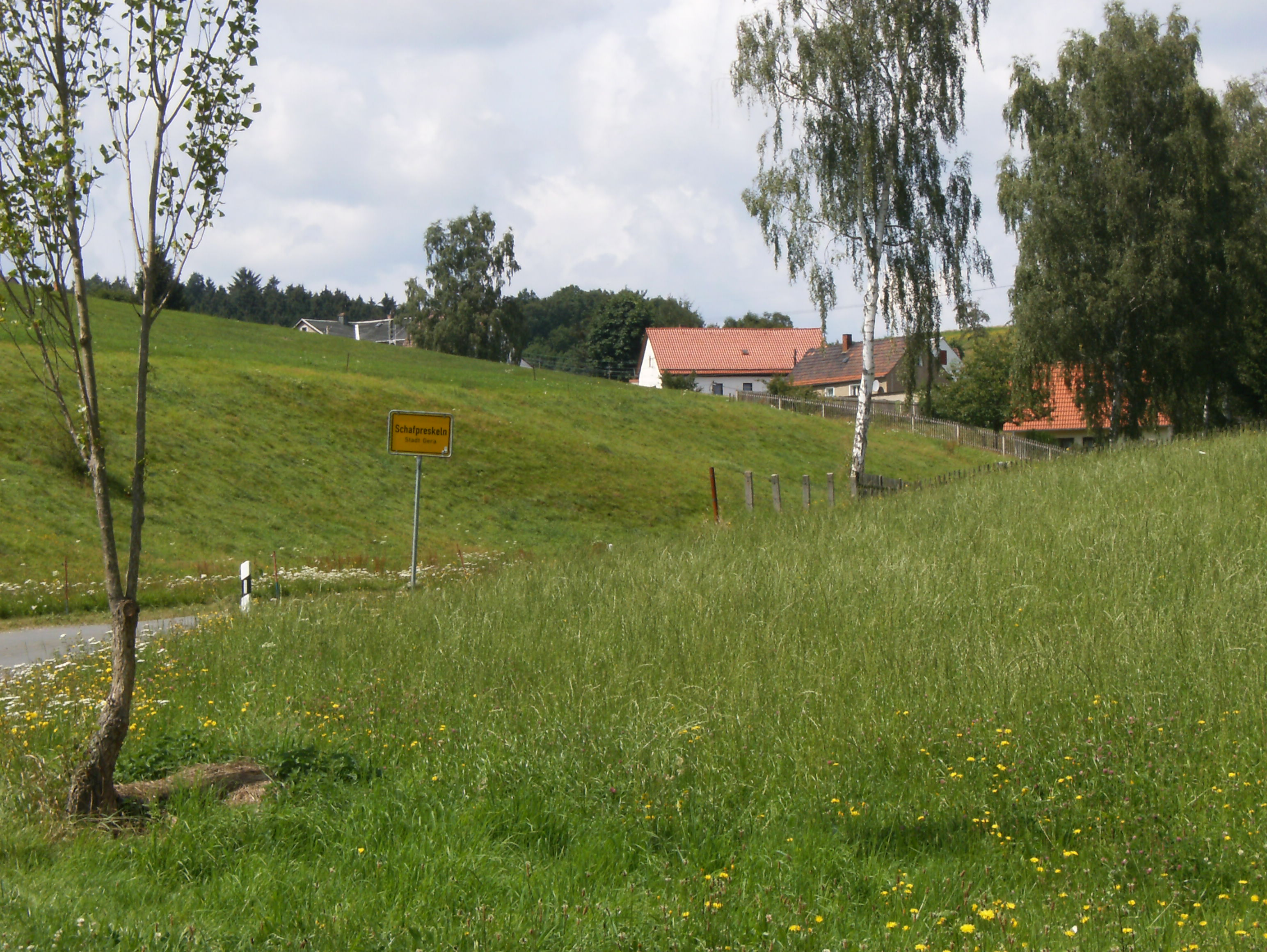
Teilansicht der Ortslage

Historische Nachweise aus älterer Zeit gestalten sich schwierig: bei einem 1362 bzw. 1378 beurkundeten Ort Prosklin bzw. Proskelin kann es sich auch um das etwa drei Kilometer entfernt am anderen Ufer der Elster gelegene Taubenpreskeln handeln.
1804 wird Schaafpreskeln in der „Erdbeschreibung der churfürstlich- und herzoglich- sächsischen Lande, Band 3“ aus Wirtschaftsgebäuden und 2 Drescherhäusern bestehend mit 11 Einwohnern angegeben.
Aus Geraer Sicht ist Schafpreskeln „Ausland“: Bis 1918 dem Großherzogtum Sachsen-Weimar-Eisenach angehörend war es einst Standort eines Jagdschlösschens, später wurde es Rittergutsvorwerk und Amtsschäferei. Zuständiger Pfarrort war Sirbis im Landkreis Greiz, Frühere Schulorte waren Sirbis im Landkreis Greiz, später Oberröppisch und Liebschwitz.
Über viele Jahre gab es eine besonders bei den Gerschen (= Bewohner der Stadt Gera) beliebte Ausflugsgaststätte.
1923 wurden Schafpreskeln und Gorlitzsch zur Gemeinde Gorlitzsch-Schafpreskeln verbunden, 1950 erfolgte die Eingemeindung nach Weißig. Im Rahmen der Gebietsstrukturreform Anfang der neunziger Jahre vor die Alternative Gera oder Münchenbernsdorf gestellt, entschied sich die Bevölkerung mehrheitlich für Gera, so dass Weißig mit Gorlitzsch und Schafpreskeln zum 1. Juli 1994 als Ortsteil Weißig zur Stadt Gera eingemeindet wurde.

## Politik
Weißig, Gorlitzsch und Schafpreskeln sind seit dem 1. April 1994 zur Stadt Gera eingemeindet. Seitdem bilden die drei Orte den Ortsteil Weißig der Stadt Gera mit eigener Ortschaftsverfassung und Ortsteilrat (bis II/2009 Ortschaftsrat). Ortsteilbürgermeister ist seit 1994 Ulrich Kindermann (parteilos).

## Entwicklung der Einwohnerzahl
| Jahr      | 1721 | 1880 | 2009 |
| Einwohner | 17   | 80   | 57   |

## Verkehr
- Schafpreskeln ist nahe den Bundesstraßen 2 und 92 gelegen.
- ÖPNV-Anbindung besteht mit der Buslinie 13 der Verkehrs- und Betriebsgesellschaft Gera (GVB) zur Haltestelle Laune in Gera-Lusan.
- Die nächstgelegene Bahnstation befindet sich in Gera-Zwötzen.

## Bildung
Für die Kleinsten gibt es in Lusan sechs Kindergärten bzw. kombinierte Kindereinrichtungen mit unterschiedlichen Konzepten.
Zuständige Grundschulen bei gemeinsamem Schulbezirk
mit freier Schulwahl sind die
- Erich-Kästner-Grundschule (Lusan) und die
- Wilhelm-Busch-Grundschule (Lusan).

Nächstgelegene Regelschule ist die
- Staatliche Regelschule 4 in Lusan, dazu kommt die
- IGS Integrierte Gesamtschule Gera, Lusan.

Heute erfolgt die Beschulung der Kinder in Gera-Lusan.